# Microstomatidae
Microstomatidae là một họ cá biển bản địa Đại Tây Dương, Ấn Độ Dương và Thái Bình Dương. Họ này có 3 chi với 19 loài còn sinh tồn đã biết.

## Từ nguyên
Từ tiếng Hy Lạp mikros = nhỏ và tiếng Hy Lạp stoma = miệng.

## Đặc điểm
Các loài cá trong họ này có mắt to, trên hai lần chiều dài mõm; miệng nhỏ; không có gai vây; vây lưng nằm xa về phía sau điểm chia đôi cơ thể; gốc vây ức nằm ở hai mặt bên của cơ thể; có thể có hoặc không có vây béo; đường bên kéo dài tới vây đuôi ở Microstoma.

## Các chi
- Microstoma Cuvier, 1816: 1 loài (Microstoma microstoma)
- Nansenia Jordan và Evermann, 1896: 17 loài
- Xenophthalmichthys Regan, 1925: 1 loài (Xenophthalmichthys danae)